# Gingicithara maraisi
Gingicithara maraisi é uma espécie de gastrópode do gênero Gingicithara, pertencente a família Mangeliidae.